# Mister Heartbreak
Mister Heartbreak ist das zweite Studioalbum der US-amerikanischen Avantgardekünstlerin, Sängerin und Komponistin Laurie Anderson und erschien unter dem Label der Warner Bros. Records am 14. Februar 1984.

## Inhalt
So wie sein Vorgänger Big Science enthält das Album überarbeitete Elemente des im gleichen Jahr erschienenen Livealbum United States Live (so Langue d’Amour, Kokuku, basierend auf musikalischen Elementen von Rising Sun und Blue Lagoon). Dazu gesellte Anderson neues Material (Sharkey’s Day/Sharkey’s Night und Gravity’s Angel), während Excellent Birds, das in Zusammenarbeit mit Peter Gabriel entstand, für das 1984 verwirklichte Projekt Good Morning, Mr. Orwell des Videokünstlers Nam June Paik geschrieben wurde. Gabriels Version, die bedeutend von ihm umgeschrieben wurde, findet sich auf seinem Album So aus dem Jahr 1986.

## Hintergrund
Gravity's Angel lehnt sich an den 1973 erschienenen Roman Die Enden der Parabel (engl. Originaltitel: Gravity’s Rainbow) von Thomas Pynchon an. Anderson „wollte eine Oper aus dem Buch machen ... und ich frug ihn, ob das OK wäre... Er sagte 'Du kannst es machen, du darfst aber nur ein Banjo nutzen'. Und ich dachte, 'Well, thanks. Ich weiß nicht, ob ich es so machen kann.“ Blue Lagoon enthält Anspielungen auf andere Erzählungen über das Meer: William Shakespeares Der Sturm (Ariel’s song) und Herman Melvilles Moby Dick von 1851. Das Eröffnungsstück Sharkey’s Day bildete die Basis für ein erfolgreiches Musikvideo. Der Autor William S. Burroughs liest den Text zum letzten Track Sharkey’s Night, während Peter Gabriel den Gesang zum Stück Excellent Birds beisteuerte. Von Letzterem gibt es eine alternative Version auf seinem Studioalbum So von 1986 mit dem Titel This is the Picture (Excellent Birds). Anderson zufolge konnten sie und Gabriel „sich nie darauf einigen, was eine Basslinie ist. (Ich glaube, ich höre da unten vermutlich nicht so gut. Ich wollte von ihm lernen, aber es entwickelte sich zu einer Pattsituation, und so brachte jeder von uns seine eigene Version des Songs heraus.)“ Eine dritte Version des Liedes ist in dem Musikvideo zu hören, bei dem der Videokünstler Dean Winkler Regie führte. Die meisten Songs des Albums wurden später in Andersons’ Konzertfilm Home of the Brave von 1986 verwendet. Burroughs tritt im Film in zwei kurzen Abschnitten auf und rezitiert Zeilen aus Sharkey’s Night, obwohl es Anderson selbst ist, die am Ende des Films die vollständige Version des Liedes vorträgt. Gravity’s Angel wurde in einem Trailer für den Film Naked Lunch (1991) verwendet, eine Adaption von William S. Burroughs’ 1959 erschienenen Roman gleichen Namens. Sharkey’s Night ist auch einem kurzen australischen Dokumentarfilm namens Ladies Please! von 1995 zu hören.

## Inhalt
Titel ohne Autorenangabe wurden von Anderson geschrieben.

### Erste Seite
1. Sharkey’s Day – 7:41
2. Langue d’Amour – 6:12
3. Gravity’s Angel – 6:02

### Zweite Seite
1. Kokoku – 7:03
2. Excellent Birds (Anderson, Peter Gabriel) – 3:12
3. Blue Lagoon – 7:03
4. Sharkey’s Night (Anderson, William S. Burroughs) – 2:29

## Charts und Chartplatzierungen
Album
| Jahr | Chart                         | Position |
| ---- | ----------------------------- | -------- |
| 1984 | The Billboard 200             | 60       |
| 1984 | Schweizer Hitparade (Album)   | 19       |
| 1984 | Britische Musikcharts (Album) | 93       |